# Tabua (reina)

## Reinado de Tabua
Tabua fue una reina gobernante de las tribus árabes nómadas de Qedar que gobernó en el siglo VII a. C., hacia 675 a. C.,  como sucesora de la reina Te'el-hunu.

### Contexto histórico y dinástico
Fue la quinta de seis reinas árabes atestiguadas (como sarratu) en documentos asirios entre Tiglatpileser III y Asurbanipal: Zabibe, Samsi, Yatie, Te'el-hunu, Tabua y Adia, las primeras cinco como soberanas gobernantes.  Según los textos asirios, ella también sirvió como apkal-latu (sacerdotisa) entre su pueblo.

### Derrota de Te'el-hunu y surgimiento de Tabua
En 690 a. C., los asirios bajo Senaquerib pusieron punto final a cualquier amenaza potencial para Asiria desde el suroeste derrotando a la reina Te'el-hunu y su "asociado masculino" Kaza'il, saquearon su capital Adummatu y llevaron a la reina cautiva a Nínive con un gran botín de camellos, estatuas divinas, especias y joyas.

### Restauración de relaciones y ascenso al trono
Posteriormente, cuando Asarhaddón se convirtió en rey de Asiria, hizo las paces con los Qedaritas en Adummatu devolviendo las estatuas divinas de Al-lat, Nuhay y Orotalt junto con la princesa Tabua, pariente y sucesora de Te'el-hunu, que puede haber sido la hija de Te'el-hunu y Senaquerib. Tabua había sido criada en el palacio real de Senaquerib y fue colocada en el trono como aliada de los asirios. Inicialmente, parece haber sido aceptada por los quedaritas, pero después de un breve reinado, fue reemplazada por ellos.